# Вакуф (Лопаре)
Вакуф је насељено мјесто у општини Лопаре, Република Српска, БиХ. Према попису становништва из 2013. године, у насељу је живјело 198 становника.

## Становништво
Према попису становништва из 1991. године, мјесто је имало 351 становника.
| Демографија | Демографија | Демографија |
| Година      | Становника  | Становника  |
| ----------- | ----------- | ----------- |
| 1961.       | 298         |             |
| 1971.       | 295         |             |
| 1981.       | 315         |             |
| 1991.       | 351         |             |
| 2013.       | 198         |             |